# تلمبه حاج علی خواجویی
تلمبه حاج علی خواجویی یک منطقهٔ مسکونی در ایران است که در دهستان ملک‌آباد واقع شده‌است. تلمبه حاج علی خواجویی ۲۲ نفر جمعیت دارد.